# La Granja (Cáceres)
La Granja o Granja de Granadilla es un municipio español, en la provincia de Cáceres, comunidad autónoma de Extremadura. Dentro de la provincia, forma parte administrativamente del partido judicial de Plasencia y de la mancomunidad integral de Trasierra-Tierras de Granadilla. Desde el punto de vista de la geografía física, el municipio se ubica en una llanura del norte de la provincia, donde el río Ambroz sale del valle homónimo. El pueblo se sitúa junto a la orilla derecha del río.
El término municipal de La Granja, con una extensión de 14,94 km², alberga una única entidad de población, que es el pueblo homónimo, con estatus formal de lugar. Según los datos oficiales del INE de 2022, el municipio tenía ese año una población de 326 habitantes, de los cuales 318 vivían en el propio pueblo. A las afueras del casco urbano se ubica el cruce de la Autovía Ruta de la Plata con la carretera autonómica EX-205. Tiene su origen histórico en las tierras de Granadilla, pues fue hasta la caída del Antiguo Régimen una de las aldeas de dicho territorio.

## Símbolos
El escudo y la bandera de La Granja fueron aprobados mediante la "Orden de 15 de mayo de 2000, por el que se aprueba el Escudo Heráldico y la Bandera Municipal, para el Ayuntamiento de La Granja", aprobada por la Consejera de Presidencia María Antonia Trujillo y publicada en el Diario Oficial de Extremadura el 25 de mayo de 2000 luego de haber aprobado el expediente el pleno municipal el 18 de diciembre de 1997 y haber emitido informe el Consejo Asesor de Honores y Distinciones de la Junta de Extremadura el 16 de noviembre de 1999. El escudo se blasona oficialmente así:

Escudo 1.º, escudo de sinople cargado de faja de azur fileteada de plata, acompañada en jefe de tres hojas de la planta del tabaco y en punta de rama de olivo, ambas de plata. Al timbre Corona Real cerrada.

Por su parte, la bandera se define así:

Bandera rectangular, de proporciones 2/3, formada por dos franjas verticales iguales, verde junto al asta y blanca con tres franjas azules horizontales la del batiente.

## Geografía física

### Localización
Integrado en la Mancomunidad de Trasierra - Tierras de Granadilla, se sitúa a 104 kilómetros de Cáceres. Se asienta sobre terrenos del Cámbrico, en el valle del río Ambroz y al pie de la sierra de Cruces Altas. Sus alrededores presentan encinas y alcornoques junto a otras especies que componen el matorral como: jara, ahulaga, cantueso...
La altitud oscila entre los 476 metros al norte y los 400 metros a orillas del río Ambroz. El pueblo se alza a 410 metros sobre el nivel del mar. 
| Noroeste: Abadía              | Norte: Abadía                              | Nordeste: Abadía                             |
| Oeste: Zarza de Granadilla    |                                            | Este: Aldeanueva del Camino y Segura de Toro |
| Suroeste: Zarza de Granadilla | Sur: Zarza de Granadilla y Casas del Monte | Sureste: Casas del Monte                     |

### Hidrografía
Por el pueblo discurre el río Ambroz situando en este una gran piscina natural que hace del pueblo un lugar conocido y visitado. En la época estival, la vida del pueblo gira en torno a la piscina de dicho río. 
Justo en el límite de su término municipal la Garganta Grande y la Garganta Ancha convergen en el llamado arroyo de la Higuera, afluente del río Ambroz. También, pueden encontrarse otros arroyos afluentes del mismo río, como el arroyo de la Fuente Blanca, el arroyo Mata Judíos, el arroyo de Juan Moreno y el arroyo de Valdeciervo.
La Laguna del Valle es una pequeña laguna situada en el noroeste de la localidad. Otras pequeñas lagunas pueden encontrarse cerca del río Ambroz en la parte sur del pueblo.
Diversos pozos conocidos localmente como "norias", en su mayor parte en desuso, pueden encontrarse en las diferentes explotaciones agrícolas de las que dispone la localidad. Un canal artificial construido a modo de arroyo cruzaba el pueblo por el este de norte a sur, partiendo del río Ambroz y pasando cerca de la iglesia. Este abastecía los molinos del pueblos y las explotaciones agrarias, a través también de otros canales conocidos como "regatos", sin embargo, fue cerrado en la primera década de los 2000 tras la introducción del riego por tuberías y después de al menos varios siglos en funcionamiento.

## Historia

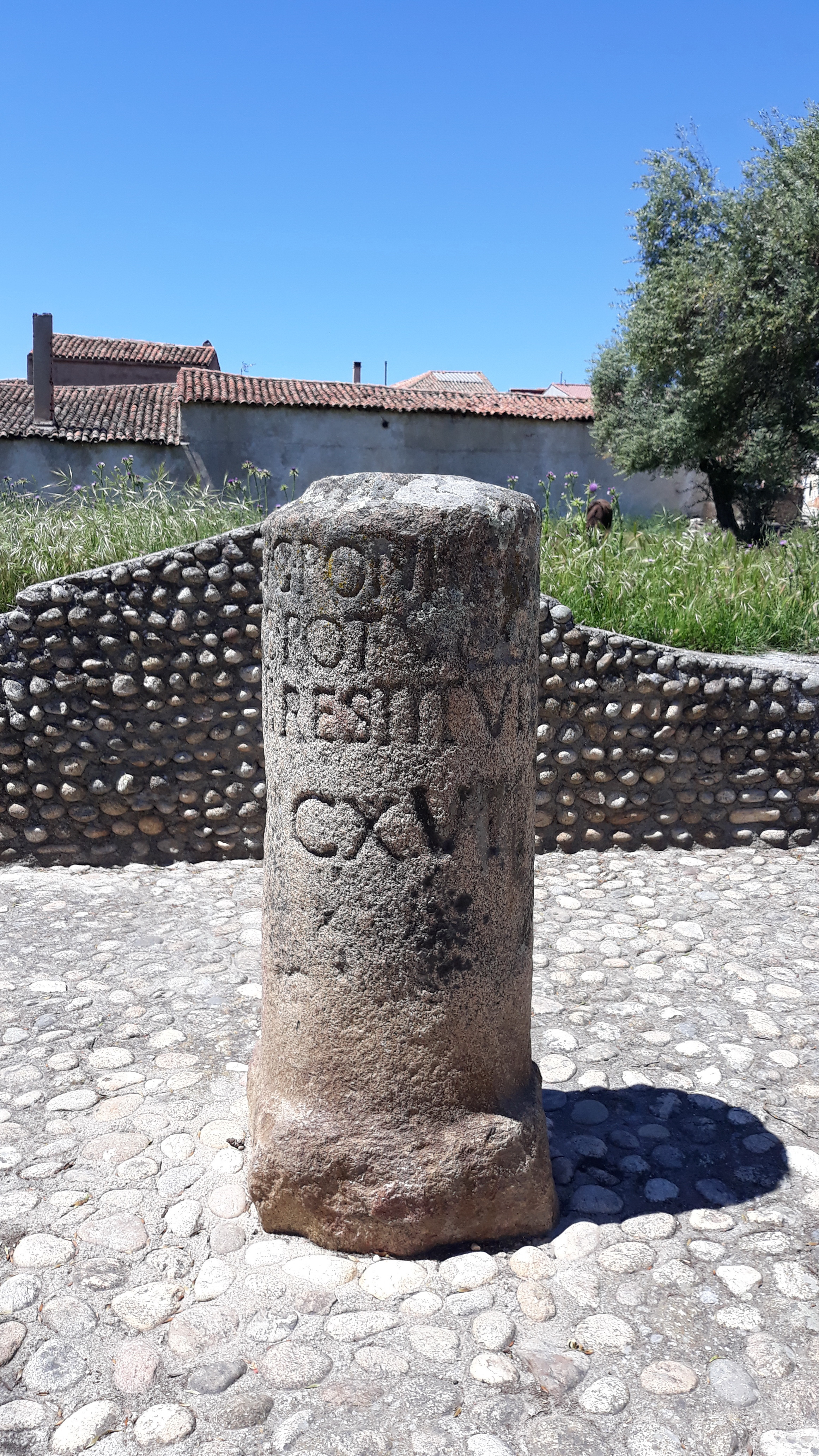
Miliario de la Vía de la Plata en La Granja

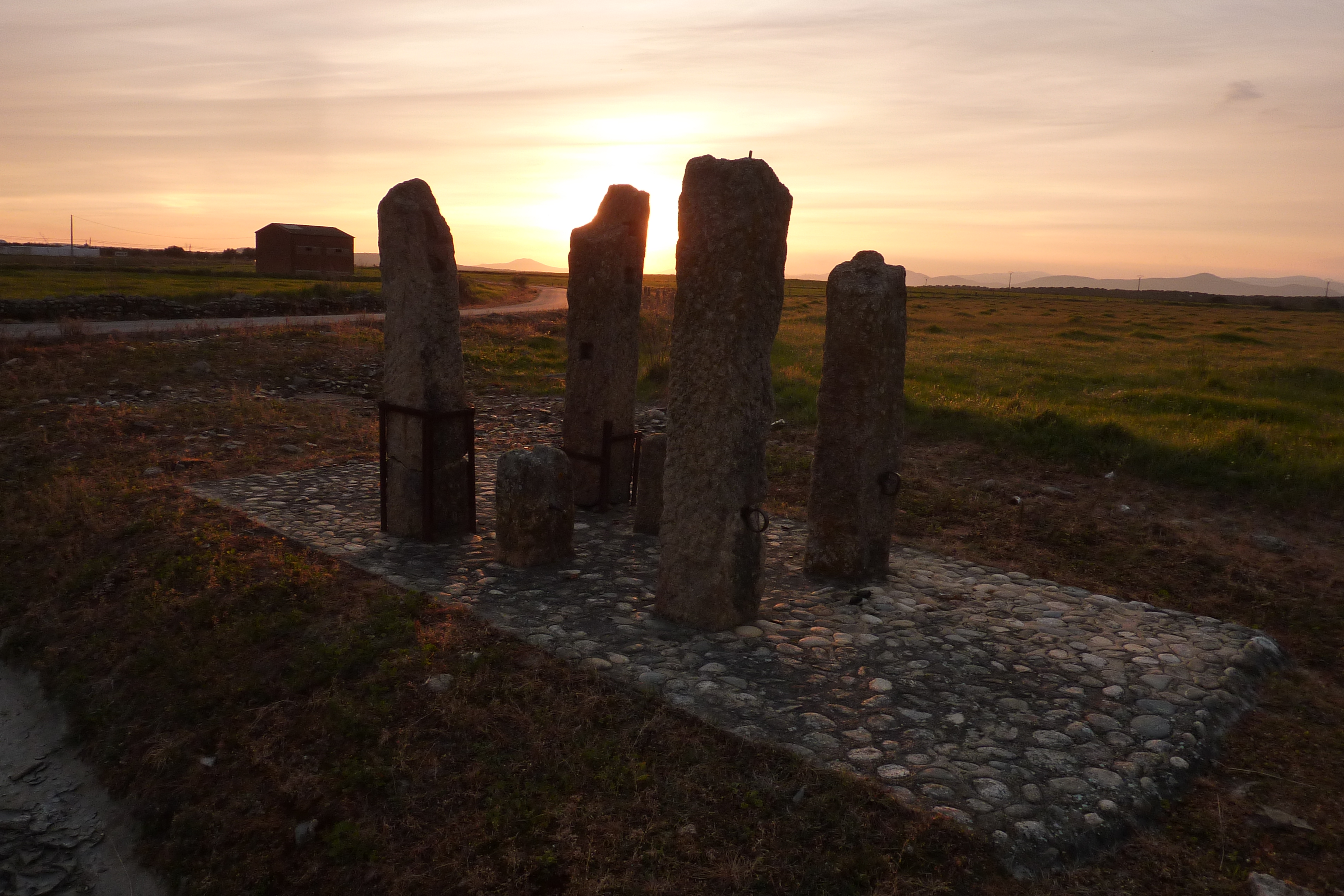
Herradero de caballos del a las afueras de La Granja

La historia de La Granja ha estado marcada desde la Antigua Roma, como el resto de la cuenca del río Ambroz, por su cercanía a la Vía de la Plata, calzada romana que atravesaba de sur a norte parte del oeste de Hispania. La calzada pasaba tan solo 2 km al este del actual pueblo de La Granja, y marca actualmente el límite con los vecinos municipios de Casas del Monte y Segura de Toro. Se conservan vestigios romanos en La Granja, incluyendo restos de miliarios de esta vía. Unos diez kilómetros al suroeste del municipio se hallaba sobre esta vía la ciudad romana de Cáparra.
Aunque no existen datos claros sobre el momento de fundación de este pueblo, parece haber tenido su origen en la repoblación llevada a cabo por el reino de León tras la Reconquista de esta zona. En 1160, el rey leonés Fernando II conquistó a los musulmanes el pueblo de Granada, al que en los años posteriores dio el título de villa y una comunidad de villa y tierra, las tierras de Granadilla. En la misma época, el vecino reino de Castilla reconquistaba y repoblaba Béjar y Plasencia; debido a ello, para evitar enfrentamientos entre ambos reinos, se acordó que la frontera común coincidiera en esta zona con el trazado de la Vía de la Plata. De este modo, el lugar que hoy ocupa La Granja quedó como un territorio leonés muy cercano a la frontera con los castellanos. Así, el censo de Pecheros de 1528 menciona que La Granja era una pedanía de Granada bajo la jurisdicción de los duques de Alba, teniendo el pueblo 76 vecinos pecheros, equivalente a unos trescientos habitantes. En el Censo de la Corona de Castilla de 1591, la población de La Granja era de 94 familias.
El catastro del marqués de la Ensenada, en el año 1753, sigue mencionando que el pueblo pertenecía a la jurisdicción de la villa de Granada y con oficios de Justicia pertenecientes a la Duquesa de Alba, a la cual los vecinos del pueblo pagaban tributo anual. Los términos del pueblo eran "de levante a poniente tres cuartos de legua, del norte al sur media legua y de circunferencia dos leguas y lindaba por levante con Segura de Toro, por poniente con Zarza de Granadilla, por el norte con Abadía y por el sur con el despoblado de San Miguel (perteneciente a Zarza de Granadilla)".
En el interrogatorio de Tomás López de 1795, que tenía como objetivo preparar un Diccionario Geográfico de España y que contesta el cura de La Granja se recoge que:

Aldeanueva del Camino, la parte que se dice de abajo, dista de aquí una legua caminando al oriente, los despoblados San Miguel y Viloria que distan aquél un quarto de legua del que no hai que era despoblación, Ciloria que dista una legua de aquí, conserva oy la ermita de Nuestra Señora que se denomina del Fresno por haverse aparecido en un fresno sobre el que está su altar, en el que se venera todos estos pueblos, en especial el de la Zarza y el de la Serilla como remedio universal de sus necesidades, en especial en las escased de aguas y para pasar el río que le baña arroyando los labradores. La iglesia parroquial única es de la advocación de Santa María Magdalena, patrona del pueblo, su vecindario inclusas las viudas es de 83 vecinos, su principal exercicio es de la lavor, trigo, zenteno, zebada, sus principales cosechas, y algunos garvanzos y la cosecha de lino de buena calidad, su producto un quinquenio se puede regular 400 arrobas. El año de 1643 están conlindando al poniente, al mediodía la Zarza que dista una legua caminando al poniente, colegio de la Bienparada de padres obserbantes del gran Padre San Francisco medio quarto de leguas al norte, la Abadía un quarto de legua entre norte y oriente.

También se indica que en el pueblo se encuentran 8 molinos de grano o harina.
A la caída del Antiguo Régimen, desde 1834 el pueblo quedó constituido como un municipio constitucional en el partido judicial de Granadilla de la provincia de Cáceres. Desde entonces su término municipal ha permanecido inalterado, configurándose siempre como una pequeña localidad dedicada casi exclusivamente al sector primario que forma por sí sola un ayuntamiento sin pedanías. El diccionario de Madoz, de mediados del siglo XIX, indicaba que el municipio producía trigo, centeno, cebada, garbanzos, lino, aceite, muchas verduras, y sobre todo melones y sandías; se mantenía ganado lanar, cabrio, vacuno y de cerda, y se criaba caza menuda y pesca de tencas en las lagunas y de peces ordinarios en el río. En cuanto a la industria y comercio, el mismo diccionario indica que el pueblo poseía entonces 3 molinos harineros, 1 de aceite, 6 telares de lienzos, 1 tejar y se exportaba algún pimiento, ganado y lana.
Durante el siglo siguiente a la fundación del municipio, la población de La Granja osciló de forma estable entre los quinientos y los setecientos habitantes. Sin embargo, a partir del censo de 1950 comenzó a sufrir un progresivo éxodo rural que llevó a hacerle perder en torno a la mitad de su población, quedando en el siglo XXI entre trescientos y cuatrocientos habitantes. Actualmente, la población ha quedado estabilizada en algo más de trescientos habitantes gracias a la construcción de un acceso a la Autovía Ruta de la Plata junto al pueblo, que forma parte del tramo entre Aldeanueva del Camino y Villar de Plasencia, que fue en 2008 el último en abrirse en Extremadura.

## Demografía
La Granja cuenta con una población de 313 habitantes (INE 2024).
| Gráfica de evolución demográfica de La Granja entre 1842 y 2021                                                     |
| |
| Población de derecho según los censos de población del INE Población de hecho según los censos de población del INE |

En el censo de 1753 contaba con 58 casas habitadas y 15 cerradas. Casi 100 años más tarde en el censo de 1842, ya contaba con 120 hogares y 657 vecinos.

## Administración
El Ayuntamiento de La Granja tiene su casa consistorial en un lateral de la plaza de España, una plazuela ubicada en el centro del pueblo. Debido al pequeño tamaño del municipio y a la cercanía geográfica de numerosas localidades, gran parte de los servicios municipales están delegados a tres mancomunidades: Depuradora de Baños, que se encarga del abastecimiento de agua; la Mancomunidad para la Gestión Urbanística de los Municipios del Norte de Cáceres, que gestiona el urbanismo; y la mancomunidad integral de Trasierra – Tierras de Granadilla, que gestiona otros numerosos servicios como dinamización deportiva o servicios sociales.
El municipio ha tenido los siguientes alcaldes desde 1979:
| Periodo   | Nombre                     | Partido       |
| --------- | -------------------------- | ------------- |
| 1979-1983 | Fermín Ramos Martín        | Independiente |
| 1983-1987 | Fermín Ramos Martín        | AP/PDP/UL     |
| 1987-1991 | Fermín Ramos Martín        | AP            |
| 1991-1995 | Fermín Ramos Martín        | PP            |
| 1995-1999 | Fermín Ramos Martín        | PP            |
| 1999-2003 | Fermín Ramos Martín        | PP            |
| 2003-2007 | Daniel José Romero Calvo   | PP            |
| 2007-2011 | Daniel José Romero Calvo   | PP-EU         |
| 2011-2015 | Daniel José Romero Calvo   | PP-EU         |
| 2015-2019 | Rafael Hernández Rubio     | PP            |
| 2019-2023 | Óscar Manuel Martín Martín | PSOE          |
| 2023-act. | Óscar Manuel Martín Martín | PSOE          |

## Economía

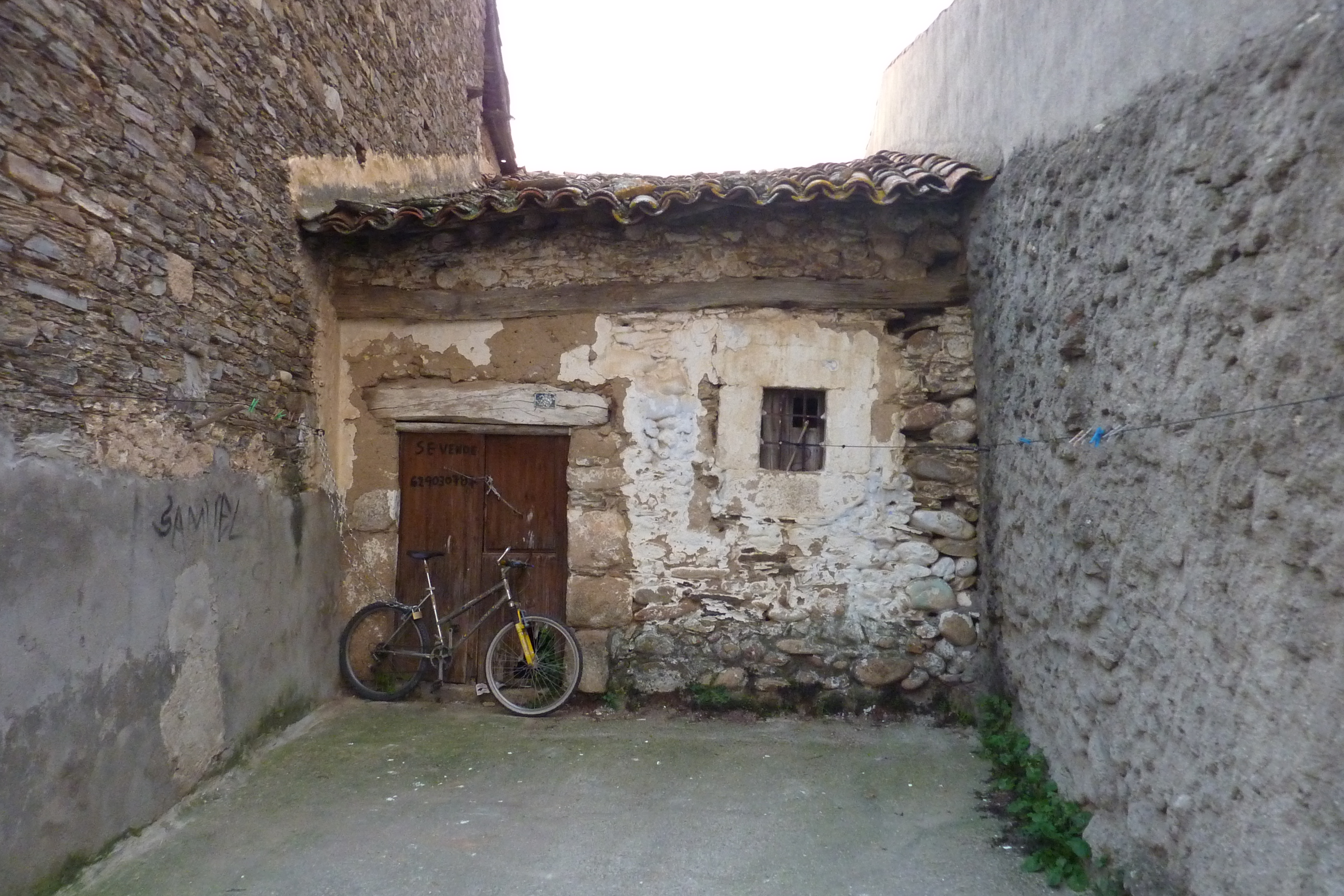
Arquitectura tradicional en La Granja

La economía local de La Granja se ha basado históricamente en el sector primario, destacando la agricultura y la ganadería. Según el Diccionario geográfico-estadístico-histórico de España y sus posesiones de Ultramar de Pascual Madoz, en 1847, el municipio producía trigo, centeno, cebada, garbanzos, lino, aceite, además de diversas verduras, y destacaba especialmente en la producción de melones y sandías. La ganadería incluía ganado ovino, caprino, vacuno y porcino, mientras que en la caza y pesca se obtenían especies como la tenca en las lagunas y peces comunes en el río. En términos de Industria y Comercio, La Granja contaba con tres molinos harineros, un molino de aceite, seis telares de lienzos y una tejería, exportando pimientos, ganado y lana.
Actualmente, el sector primario sigue empleando a la mayoría de la población activa, aunque ha disminuido debido a la mecanización, la falta de relevo generacional y la migración hacia áreas urbanas. En el término municipal, la mitad noroeste se dedica principalmente a la dehesa para ganadería extensiva, mientras que la mitad sureste incluye el pueblo y el río Ambroz, con actividades de cultivo de regadío. Sin embargo, la reducción de la actividad agrícola y ganadera ha afectado negativamente a la economía, aumentando la despoblación y disminuyendo los ingresos locales.
Desde finales del siglo XX, se han hecho esfuerzos por diversificar la economía mediante el turismo rural, aprovechando la popularidad de la Vía de la Plata y el valle del Ambroz. El municipio dispone de alojamientos turísticos y atractivos naturales como la piscina del río Ambroz, además de su patrimonio histórico, como el puente romano.
Además, el municipio participa en proyectos transfronterizos como "Agrosocial", que buscan fomentar el ecosistema de economía social en el sector agroalimentario, promoviendo el emprendimiento y la competitividad de cooperativas y empresas locales. Sin embargo, estos esfuerzos aún están en fase de evaluación para determinar su impacto a largo plazo.
En general, La Granja enfrenta un estado de declive económico, influenciado por la despoblación y la disminución de las actividades tradicionales. Aunque existen esfuerzos para diversificar y revitalizar la economía, se requieren estrategias sostenibles y un apoyo continuo para revertir esta tendencia.

## Servicios públicos

### Educación
El pueblo cuenta con un colegio público de infantil y primaria, que está administrativamente integrado en el CRA Ambroz de Zarza de Granadilla. La ESO puede estudiarse en el IESO Cáparra de Zarza de Granadilla y los estudios secundarios posobligatorios en el IES Valle de Ambroz de Hervás.

### Sanidad
Pertenece a la zona de salud de Aldeanueva del Camino en el área de salud de Plasencia y cuenta con un consultorio de atención primaria. En el pueblo hay también una farmacia, que coordina sus turnos de guardia con las demás farmacias de las zonas de salud de Aldeanueva del Camino y Hervás.

### Transportes
Se ubica sobre la carretera EX-205, importante carretera autonómica que une Hervás con Portugal y que comunica las principales áreas rurales del noroeste de la provincia. La Autovía Ruta de la Plata y su vía secundaria N-630, en el pK 443, se encuentran a tan solo 1 km al este del pueblo, lo cual permite un fácil acceso desde y hacia el mismo. Al norte del pueblo sale un camino rural que lleva directamente a Abadía.

## Patrimonio

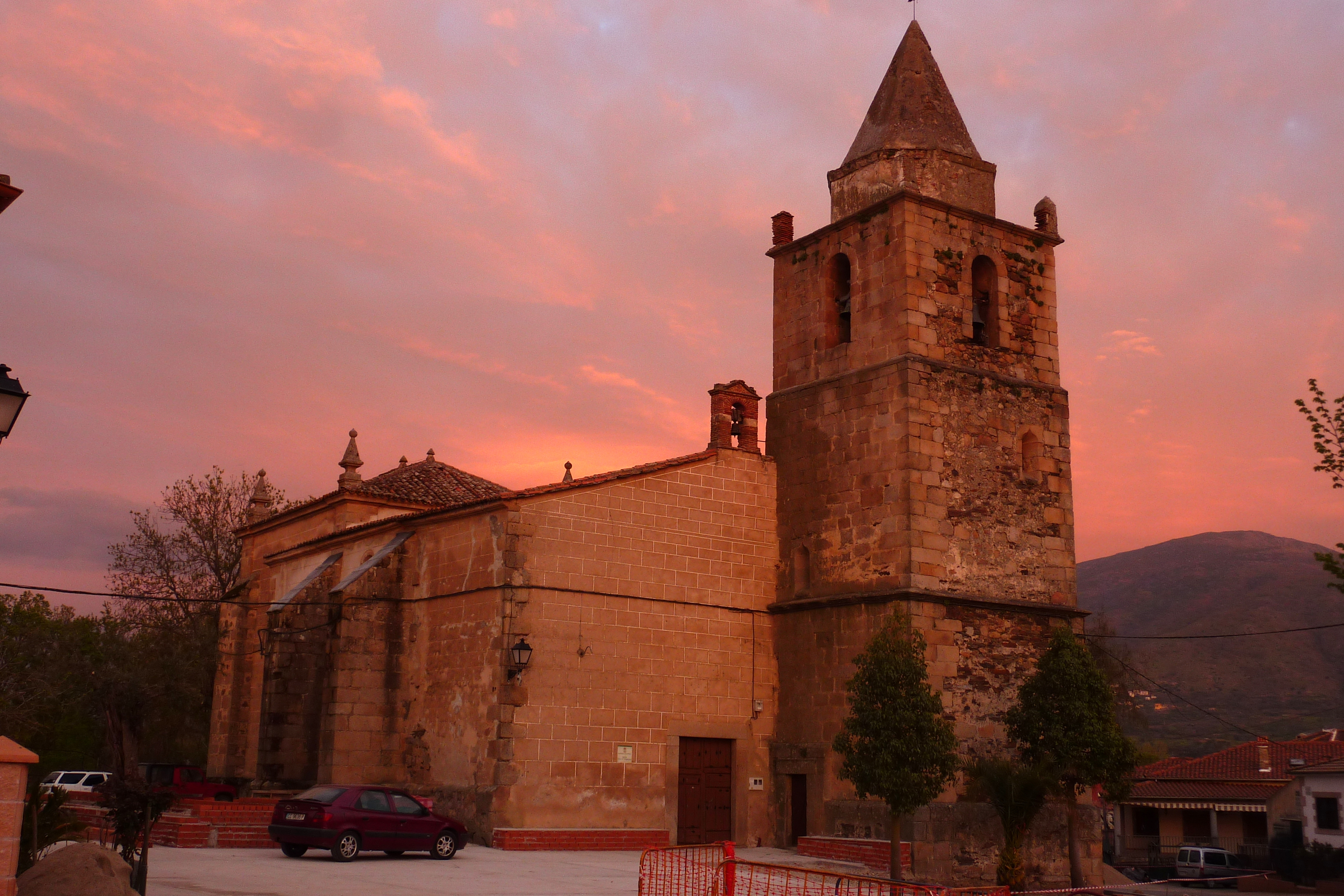
Iglesia de Santa María Magdalena

El edificio más destacable de este municipio es la iglesia de Santa María Magdalena, templo católico del siglo XVI a cargo del párroco de Abadía en la diócesis de Coria-Cáceres. Es un edificio de planta rectangular con una sola nave de tres tramos. Destacan su retablo mayor barroco y su torre de campanario rematada en chapitel.
Junto al templo parroquial se conserva el miliario correspondiente a la milla CXVII de la Vía de la Plata, cuya existencia ya es mencionada en 1784 en el tomo VIII del Viage de España de Antonio Ponz. Es una columna de granito que ha perdido su parte superior, pero donde se conserva la inscripción que hace referencia al emperador Trajano con trato de rasgos de divinidad:

AVG. PONT. MAX. TRIB. POT. V. COS III RESTITVIT CXVII

Otro elemento singular que se conserva en el municipio es un herradero de caballos de piedra, fechado en 1544.

## Festividades
Todas las fiestas locales celebradas en la localidad, tienen un origen religioso cristiano católico y son:
- San Sebastián (mártir) o los Mártiles; celebrados el día 20 de enero.
- La Romería; celebrada el último sábado del mes de abril desde principios del siglo XXI.
- San Antonio de Padua; celebrado el día 13 de junio. Durante su procesión de la figura del santo, se hacen ofrendas, las cuales luego son subastadas entre los lugareños.
- Santa María Magdalena; es la fiesta más importante y celebrada del municipio, siendo el día 22 de julio el más significativo.
- El Cristo de la Paz; que tiene lugar el último sábado del mes de agosto.

## Deportes

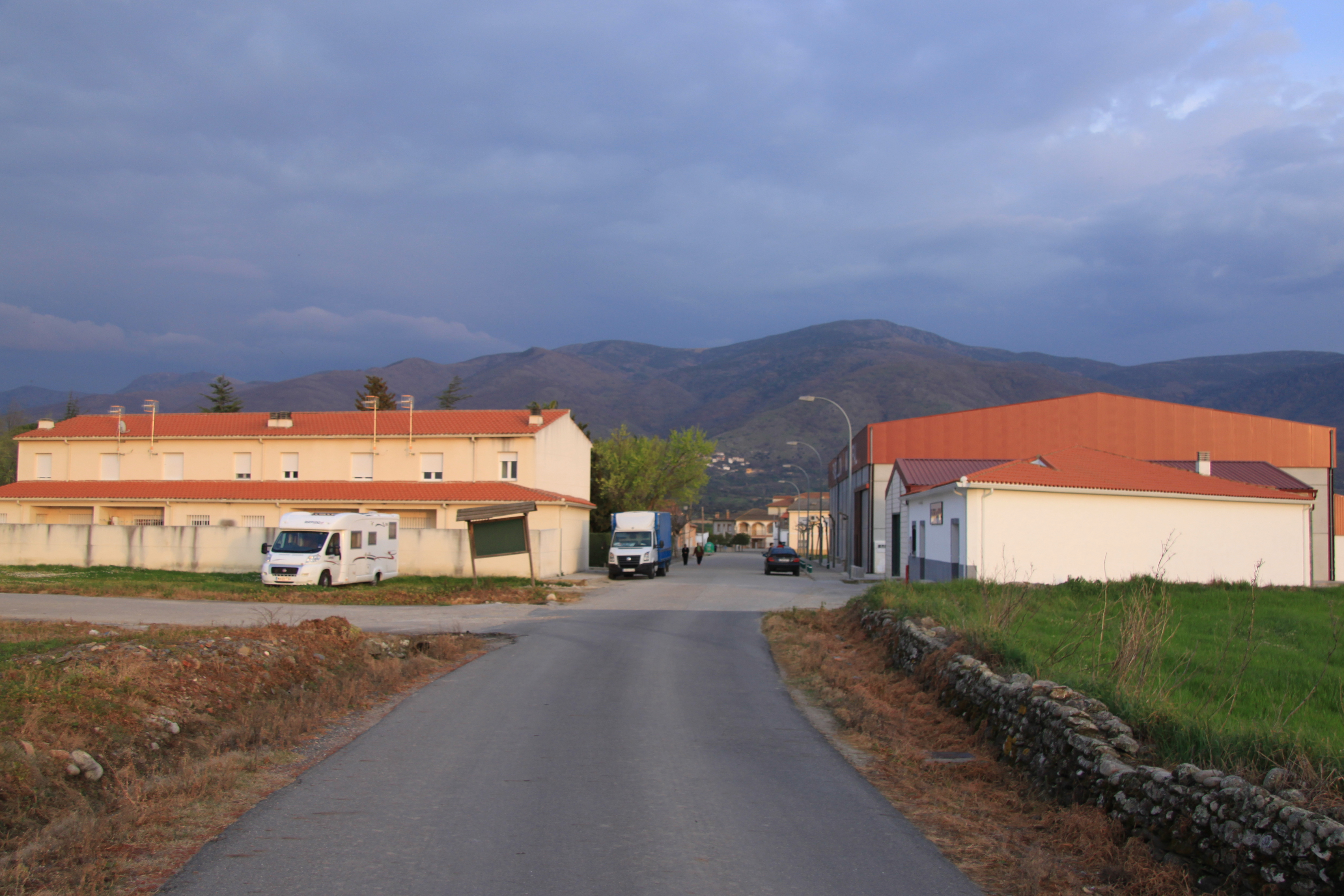
Entorno del pabellón municipal

El principal deporte por el que es conocido el municipio es el senderismo. Además de albergar un tramo de la Vía de la Plata, en torno al cual se desarrolla el Camino de Santiago de la Plata, en el ámbito local se han creado rutas al despoblado de Granadilla y a los pueblos cercanos de Abadía y Zarza de Granadilla; las rutas a estos dos últimos pueblos son muy frecuentadas por los granjeños, pues los cascos urbanos de ambos se ubican a tan solo 3-4 km de La Granja y es muy fácil caminar de un pueblo a otro. Al suroeste del pueblo hay además un pabellón deportivo cubierto, y junto a él una pista de pádel. También se puede disfrutar de deportes acuáticos en su piscina natural.